# Kevin Gamble
Kevin Douglas Gamble (Springfield, 13 novembre 1965) è un ex cestista e allenatore di pallacanestro statunitense, professionista nella NBA.

## Carriera
È stato selezionato dai Portland Trail Blazers al terzo giro del Draft NBA 1987 (63ª scelta assoluta).

## Statistiche

### College
| Anno      | Squadra       | PG | PT | MP   | TC%  | 3P%  | TL%  | RP  | AP  | PRP | SP  | PP   |
| --------- | ------------- | -- | -- | ---- | ---- | ---- | ---- | --- | --- | --- | --- | ---- |
| 1985-1986 | Iowa Hawkeyes | 30 | 1  | 8,7  | 47,4 | -    | 70,0 | 1,7 | 0,8 | 0,5 | 0,0 | 2,6  |
| 1986-1987 | Iowa Hawkeyes | 35 | 33 | 24,8 | 54,4 | 32,9 | 69,7 | 4,5 | 1,7 | 1,1 | 0,2 | 11,9 |
| Carriera  | Carriera      | 65 | 34 | 17,3 | 52,9 | 32,9 | 69,7 | 3,2 | 1,3 | 0,8 | 0,1 | 7,6  |

### NBA

#### Regular Season
| Anno      | Squadra             | PG  | PT  | MP   | TC%  | 3P%  | TL%  | RP  | AP  | PRP | SP  | PP   |
| --------- | ------------------- | --- | --- | ---- | ---- | ---- | ---- | --- | --- | --- | --- | ---- |
| 1987-1988 | Portland T. Blazers | 9   | 0   | 2,1  | 0,0  | 0,0  | -    | 0,3 | 0,1 | 0,2 | 0,0 | 0,0  |
| 1988-1989 | Boston Celtics      | 44  | 6   | 8,5  | 55,1 | 18,2 | 63,6 | 1,0 | 0,8 | 0,3 | 0,1 | 4,3  |
| 1989-1990 | Boston Celtics      | 71  | 10  | 13,9 | 45,5 | 16,7 | 79,4 | 1,6 | 1,7 | 0,4 | 0,1 | 5,1  |
| 1990-1991 | Boston Celtics      | 82  | 76  | 33,0 | 58,7 | 0,0  | 81,5 | 3,3 | 3,1 | 1,2 | 0,4 | 15,6 |
| 1991-1992 | Boston Celtics      | 82  | 77  | 30,4 | 52,9 | 29,0 | 88,5 | 3,5 | 2,7 | 0,9 | 0,5 | 13,5 |
| 1992-1993 | Boston Celtics      | 82  | 58  | 31,0 | 50,7 | 37,4 | 82,6 | 3,0 | 2,8 | 1,0 | 0,5 | 13,3 |
| 1993-1994 | Boston Celtics      | 75  | 28  | 25,1 | 45,8 | 24,3 | 81,7 | 2,1 | 2,0 | 0,8 | 0,3 | 11,5 |
| 1994-1995 | Miami Heat          | 77  | 0   | 15,9 | 48,9 | 39,8 | 78,4 | 1,6 | 1,5 | 0,7 | 0,1 | 7,4  |
| 1995-1996 | Miami Heat          | 44  | 13  | 23,5 | 39,4 | 41,8 | 86,8 | 2,0 | 1,9 | 0,7 | 0,1 | 6,9  |
| 1995-1996 | Sacramento Kings    | 21  | 0   | 13,9 | 42,7 | 26,1 | 50,0 | 1,3 | 0,9 | 0,2 | 0,1 | 3,9  |
| 1996-1997 | Sacramento Kings    | 62  | 2   | 15,4 | 43,0 | 48,2 | 70,0 | 1,7 | 1,2 | 0,3 | 0,3 | 5,0  |
| Carriera  | Carriera            | 649 | 270 | 22,4 | 50,2 | 36,0 | 81,0 | 2,2 | 2,0 | 0,7 | 0,3 | 9,5  |

#### Playoffs
| Anno     | Squadra          | PG | PT | MP   | TC%  | 3P%  | TL%  | RP  | AP  | PRP | SP  | PP   |
| -------- | ---------------- | -- | -- | ---- | ---- | ---- | ---- | --- | --- | --- | --- | ---- |
| 1989     | Boston Celtics   | 1  | 1  | 29,0 | 36,4 | 0,0  | 0,0  | 1,0 | 2,0 | 1,0 | 0,0 | 8,0  |
| 1990     | Boston Celtics   | 3  | 0  | 2,7  | 60,0 | -    | -    | 0,3 | 0,7 | 0,0 | 0,0 | 2,0  |
| 1991     | Boston Celtics   | 11 | 11 | 21,6 | 48,3 | -    | 66,7 | 1,2 | 1,7 | 0,4 | 0,2 | 6,0  |
| 1992     | Boston Celtics   | 10 | 10 | 33,5 | 47,3 | 0,0  | 80,0 | 4,2 | 2,3 | 1,2 | 0,6 | 13,6 |
| 1993     | Boston Celtics   | 4  | 4  | 35,5 | 54,8 | 41,7 | 100  | 2,3 | 2,5 | 1,5 | 0,3 | 13,8 |
| 1996     | Sacramento Kings | 2  | 0  | 1,5  | -    | -    | -    | 0,0 | 0,0 | 0,0 | 0,0 | 0,0  |
| Carriera | Carriera         | 31 | 26 | 24,4 | 48,6 | 33,3 | 72,7 | 2,1 | 1,8 | 0,7 | 0,3 | 8,7  |